# Horst Breuer
Horst Breuer (* 15. Juni 1943 in Wien) ist ein deutscher Anglist und Literaturwissenschaftler.
Breuer wuchs in Düsseldorf auf, wo er 1963 am Comenius-Gymnasium das Abitur ablegte. Anschließend studierte er bis 1968 Germanistik und Anglistik in Aberdeen und Freiburg. Dort legte er im Dezember 1968 das Staatsexamen ab und arbeitete von 1969 bis 1979 als Dozent. 1971 promovierte Breuer (summa cum laude) bei Hermann Heuer, sechs Jahre später folgte die Habilitation. Breuers erste Station als Professor für englische Literatur war 1979 die TU Berlin. Darauf folgte 1980 ein Ruf an die Universität Marburg und 1996 an die Universität Trier, wo Breuer 2008 emeritierte.
Breuers Forschungsarbeit ist thematisch und methodisch sehr vielfältig. Seine wichtigsten Schwerpunkte sind das Elisabethanische Drama, die Anglo-Irische Literatur (besonders James Joyce), die Erzähltheorie sowie die Literaturpsychologie.
Horst Breuer ist mit der Psychologin Dr. Hanne Breuer verheiratet und hat zwei Kinder. Der Anglist Rolf Breuer ist sein älterer Bruder.

## Veröffentlichungen (Auswahl)
- Samuel Beckett: Lernpsychologie und leibliche Determination. München: W. Fink, 1972.
- Vorgeschichte des Fortschritts: Studien zur Historizität und Aktualität des Dramas der Shakespearezeit. Marlowe — Shakespeare — Jonson. München: W. Fink, 1979.
- Historische Literaturpsychologie: Von Shakespeare bis Beckett. Tübingen: Francke, 1989.
- Charlotte Brontë’s Jane Eyre as a fantasy scenario. In: Psychoanalytic Review, 85 (1998), S. 871–888.
- Typenkreise und Kreuztabellen: Modelle erzählerischer Vermittlung. In: Poetica, 30 (1998), S. 233–249.
- Macbeth’s ‘bank and school of time’ once more. In: Shakespeare-Jahrbuch, 135 (1999), S. 93–99.
- Atavismus bei Joseph Conrad, Bram Stoker und Eugene O’Neill.In: Anglia, 117 (1999), S. 368–394.
- Macbeth. In: Interpretationen - Shakespeares Dramen. Philipp Reclam jun. Verlag, Stuttgart 2000,  S. 343–368.
- Szenisches Erzählen bei Jane Austen. In: Zeitschrift für Anglistik und Amerikanistik, 49 (2001), S. 361–374.
- Der Fleck und die Schande: Scham im Werk Oscar Wildes. In: Germanisch-romanische Monatsschrift, 53 (2003), S. 221–240.
- Hemingway’s ‘Francis Macomber’ in Pirandellian and Freudian perspectives. In: Studies in American Fiction, 31 (2003), S. 233–248.
- Haupttext und Subtext in Shakespeares The Merchant of Venice. In: Zeitschrift für Anglistik und Amerikanistik, 53 (2005), S. 1–19.
- Samuel Beckett and experimental psychology. In: English Studies, 87 (2006), S. 303–318.
- Shakespeare’s fair friend: the Sonnets and ‘Venus and Adonis’. In: Literatur in Wissenschaft und Unterricht, 39: 4 (2006), S. 273–285.
- Spätviktorianische Ängste: Schauerliteratur des Fin de Siècle. In: Literatur und Lebenskunst: Reflexionen zum guten Leben im britischen Roman vom Viktorianismus zur Postmoderne, hrsg. von Anna-M. Horatschek u. a. (Trier: WVT, 2008), S. 119–137.
- Henry Flower writes a story. In: James Joyce Quarterly, 47:1 (2009), S. 87–105.
- Regeln und Risiken der Liebe: Flirt und Partnerwahl im Werk Jane Austens. In: Germanisch-romanische Monatsschrift, 60:3 (2010), S. 293–304.
- Trostobjekte im Werk Samuel Becketts. In: Raum und Objekt im Werk von Samuel Beckett, hrsg. von Franziska Sick (Bielefeld: transcript, 2011), S. 215–228.
- Platonische Liebe in Shakespeares Sonett 116. In: Anglia, 129: 3–4 (2011), S. 378–397.